# Шипаково (Юргінський район)
Шипако́во (рос. Шипаково) — село у складі Юргінського району Тюменської області, Росія.
Населення — 407 осіб (2010, 428 у 2002).
Національний склад станом на 2002 рік:
- росіяни — 95 %